# Henriette Perrin-Duportal
Pour les articles homonymes, voir Perrin et Duportal.
Henriette Perrin-Duportal est une écrivaine française, autrice sur la place des femmes de Besançon pendant la Révolution française dans les Annales Révolutionnaires, de livres pour enfants et de manuels scolaires, née le 15 avril 1869 à Bastia et morte le 9 novembre 1938 à Paris.

## Biographie
Henriette Duportal, née à Bastia en 1869, est la fille d'Élise Jeanne Mayet-Tissot et d'Henri Simon Duportal, républicain et ingénieur des Ponts et Chaussées (polytechnicien), et petite-fille d'Armand Duportal, député et préfet de Haute-Garonne.
Elle sera élève d'Albert Mathiez et publie par la suite une longue étude sur le club des femmes à Besançon pendant la Révolution française dans les Annales révolutionnaires entre 1917 et 1918. Elle sera considérée comme pionnière sur ce sujet.
Elle épouse le physicien Jean Perrin, camarade de son frère au lycée Janson-de-Sailly, le 31 août 1897. Sa sœur, Jeanne Duportal, sera la première femme docteur ès-lettres (1914).
Elle a également écrit des ouvrages pour enfants, illustrés par sa fille, Aline Lapicque-Perrin ou par Joseph Kuhn-Régnier, ainsi que de manuels scolaires. Elle meurt à Paris en 1938.

## Publications
- « Le club de femmes de Besançon », Annales révolutionnaires, 1917, IX, 629-653 ; 1918, X, 37-63, 503-532, 643-672
- Georgie au cirque, album pour les parents et pour les enfants, illustrations de Joseph Kuhn-Régnier, Paris, Fernand Nathan, 1933, 1928.
- Explique-moi maman! : la terre et la nature, Paris, Fernand Nathan, 1933.
- Georgie chez sa cousine Lili, Paris, Fernand Nathan,1932, illustrations de Joseph Kuhn-Régnier
- Histoires simples à raconter par les mamans à leurs petits garçons et à leurs petites filles, Paris, Fernand Nathan, 1930.
- Mon livre d’histoires : lectures illustrées de 94 gravures, Larousse, Paris, 1930.
- Dick et Georgie, Paris, Fernand Nathan,1929, Illustrations de Joseph Kuhn-Régnier
- Lise et Jean, lectures des petits, lectures pour les enfants de 6 à 8 ans, écoles primaires, lycées et collèges de garçons et de filles, avec A. Mathieu, Paris, Éditions Delagrave, 1928.
- Pour la vie morale de nos enfants, textes, lectures, réflexions, Paris, Fernand Nathan, 1928.
- Georgie à la montagne. Album pour les parents et les enfants. Illustrations de Kuhn-Régnier 1927.
- Histoire merveilleuse du roi-chevalier, Paris, Éditions Larousse, 1915.
- Mon livre d'histoires, lectures illustrées (enseignement primaire, cours préparatoire), 94 gravures, Paris, Éditions Larousse, 1911.
- Conseils sur l'éducation, Paris, Editions Garnier Frères.